# L'Adieu à la nuit
Pour plus de détails, voir Fiche technique et Distribution.
L'Adieu à la nuit est un film français coécrit et réalisé par André Téchiné, sorti en 2019.

## Synopsis
Lorsqu'Alex, son petit-fils, vient la retrouver dans son centre équestre, Muriel est heureuse de l'accueillir pour ce qu'elle pense être des vacances avant que le jeune homme ne parte travailler au Canada. Mais peu à peu, Muriel va découvrir qu'Alex lui ment et qu'en fait, il se prépare à rejoindre la Syrie et un groupe de terroristes.

## Fiche technique
- Titre original : L'Adieu à la nuit
- Réalisation : André Téchiné
- Scénario : Léa Mysius et André Téchiné, d’après une idée originale d’Amer Alwan et André Téchiné
- Décors : Carlos Conti
- Costumes : Jürgen Dœring
- Photographie : Julien Hirsch
- Son : Vincent Goujon, Cyril Holtz et Loïc Prian
- Montage : Albertine Lastera
- Musique : Alexis Rault
- Production : Olivier Delbosc
- Sociétés de production : Curiosa Films ; Arte France Cinéma, Legato Films et Bellini Films (coproductions) ; Films Boutique (coproduction étrangère)
- Sociétés de distribution : Ad Vitam Distribution (France) ; Distri7 (Belgique)
- Pays d'origine :  France
- Langue originale : français
- Format : couleur
- Genre : drame
- Durée : 103 minutes
- Dates de sortie :
  - Allemagne : 12 février 2019 (Berlinale)
  - Belgique, France : 24 avril 2019

## Distribution
- Catherine Deneuve : Muriel
- Kacey Mottet-Klein : Alex
- Oulaya Amamra : Lila
- Stéphane Bak : Bilal
- Jacques Nolot : le logeur de Lila
- Kamel Labroudi : Fouad
- Mohamed Djouhri : Youssef

## Production
Le tournage a lieu en avril 2018 dans les Pyrénées-Orientales en Occitanie.

## Accueil

### Festival et sorties
L'Adieu à la nuit est sélectionné « hors compétition » et projeté en avant-première le 12 février 2019 à la Berlinale. Il sort le 24 avril 2019 en Belgique et en France.

### Critique
Le film reçoit d'assez bons retours, avec une note moyenne de 3,6 sur AlloCiné.
Gérard Lefort des Inrockuptibles a apprécié le film qui, pour lui, « est un traité des passions mettant en scène la tristesse politico-sociale qui nous gagne et l'allégresse morale et collective qui malgré tout s’entête. Sans pour autant verser dans le vacarme dialectique entre requiem funèbre et hymne à la joie ».
Télérama a également apprécié ce film « Un thriller intense ».

### Box-office
| Pays ou région | Box-office      | Date d'arrêt du box-office | Nombre de semaines |
| -------------- | --------------- | -------------------------- | ------------------ |
| France         | 260 959 entrées |                            |                    |
| Total mondial  | 2 047 500 $     | -                          | -                  |

## Distinction

### Sélection
- Berlinale 2019 : sélection « hors compétition »

### Documentation
- Stanislas Ide, « Catherine Deneuve face au djihad » , Metro no 4015, Bruxelles, n.v. Mass Transit Media, 2 mai 2019, p.12